# Pineville (Kentucky)
Pineville város az Amerikai Egyesült Államok Kentucky államában, Bell megyében, melynek megyeszékhelye is. Lakosainak száma 1678 fő (2020. április 1.).

## Népesség
A település népességének változása:

| 2010 | 1 732 |
| 2020 | 1 678 |